# Gymnogeophagus labiatus
Gymnogeophagus labiatus är en fiskart som först beskrevs av Hensel, 1870.  Gymnogeophagus labiatus ingår i släktet Gymnogeophagus och familjen Cichlidae. Inga underarter finns listade i Catalogue of Life.